# Château d'Oche (massif du Chablais)
Pour les articles homonymes, voir Château d'Oche.
Le Château d'Oche est un sommet de Haute-Savoie, dans le massif du Chablais, voisin de la Dent d'Oche, à proximité de la frontière franco-suisse, qui culmine à 2 197 mètres d'altitude. Il domine le lac de la Case et le lac de Darbon.
Le sommet offre un panorama sur la dent d'Oche et le pic Boré. Son ascension se fait par le versant sud.

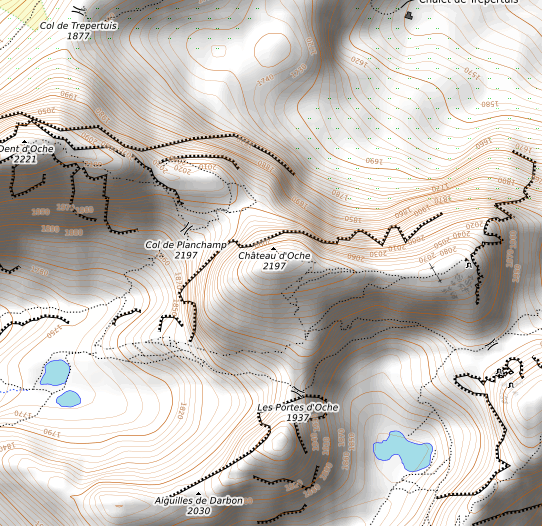
Carte topographique du château d'Oche.